# حلبان، حماة
حلبان (به عربی: حلبان) یک روستا در سوریه است که در ناحیه مرکزی سلمیه واقع شده‌است. حلبان ۶۵۳ نفر جمعیت دارد.